# 15e étape du Tour d'Italie 2012
La 15e étape du Tour d'Italie 2012 s'est déroulée le dimanche 20 mai 2012, entre les villes de Busto Arsizio et Lecco/Pian dei Resinelli sur 169 km. Elle a été remportée par l'Italien Matteo Rabottini, de l'équipe Farnese Vini-Selle Italia. Joaquim Rodríguez (Katusha), deuxième de l'étape, reprend le maillot rose.

## Classement de l'étape
|    | Coureur           | Pays     | Équipe                    |    | Temps           |
| -- | ----------------- | -------- | ------------------------- | -- | --------------- |
| 1  | Matteo Rabottini  | Italie   | Farnese Vini-Selle Italia | en | 5 h 15 min 30 s |
| 2  | Joaquim Rodríguez | Espagne  | Katusha                   | +  | 0 s             |
| 3  | Alberto Losada    | Espagne  | Katusha                   |    | 23 s            |
| 4  | Sergio Henao      | Colombie | Sky                       |    | 25 s            |
| 5  | Michele Scarponi  | Italie   | Lampre-ISD                |    | 25 s            |
| 6  | Ivan Basso        | Italie   | Liquigas-Cannondale       |    | 25 s            |
| 7  | Stefano Pirazzi   | Italie   | Colnago-CSF Inox          |    | 29 s            |
| 8  | Roman Kreuziger   | Tchéquie | Astana                    |    | 29 s            |
| 9  | John Gadret       | France   | AG2R La Mondiale          |    | 29 s            |
| 10 | Amets Txurruka    | Espagne  | Euskaltel-Euskadi         |    | 29 s            |

## Classement général
|    | Coureur           | Pays     | Équipe                  |    | Temps            |
| -- | ----------------- | -------- | ----------------------- | -- | ---------------- |
| 1  | Joaquim Rodríguez | Espagne  | Katusha                 | en | 65 h 11 min 07 s |
| 2  | Ryder Hesjedal    | Canada   | Garmin-Barracuda        | +  | 30 s             |
| 3  | Ivan Basso        | Italie   | Liquigas-Cannondale     |    | 1 min 22 s       |
| 4  | Paolo Tiralongo   | Italie   | Astana                  |    | 1 min 26 s       |
| 5  | Roman Kreuziger   | Tchéquie | Astana                  |    | 1 min 27 s       |
| 6  | Michele Scarponi  | Italie   | Lampre-ISD              |    | 1 min 36 s       |
| 7  | Beñat Intxausti   | Espagne  | Movistar                |    | 1 min 42 s       |
| 8  | Sergio Henao      | Colombie | Sky                     |    | 1 min 55 s       |
| 9  | Dario Cataldo     | Italie   | Omega Pharma-Quick Step |    | 2 min 12 s       |
| 10 | Sandy Casar       | France   | FDJ-BigMat              |    | 2 min 13 s       |

## Classements annexes

### Classement par points
|   | Cycliste          | Pays        | Équipe           | Points |
| - | ----------------- | ----------- | ---------------- | ------ |
| 1 | Mark Cavendish    | Royaume-Uni | Sky              | 110    |
| 2 | Joaquim Rodríguez | Espagne     | Katusha          | 84     |
| 3 | Ryder Hesjedal    | Canada      | Garmin-Barracuda | 54     |

### Classement du meilleur grimpeur
|   | Cycliste         | Pays       | Équipe                    | Points |
| - | ---------------- | ---------- | ------------------------- | ------ |
| 1 | Matteo Rabottini | Italie     | Farnese Vini-Selle Italia | 41     |
| 2 | Michał Gołaś     | Pologne    | Omega Pharma-Quick Step   | 34     |
| 3 | Andrey Amador    | Costa Rica | Movistar                  | 28     |

### Classement du meilleur jeune
|   | Cycliste           | Pays     | Équipe           |    | Temps            |
| - | ------------------ | -------- | ---------------- | -- | ---------------- |
| 1 | Sergio Henao       | Colombie | Sky              | en | 65 h 13 min 02 s |
| 2 | Rigoberto Urán     | Colombie | Sky              | +  | 1 min 01 s       |
| 3 | Gianluca Brambilla | Italie   | Colnago-CSF Inox |    | 2 min 50 s       |

### Classement par équipes

#### Classement au temps
|   | Équipe     | Pays       |    | Temps             |
| - | ---------- | ---------- | -- | ----------------- |
| 1 | Movistar   | Espagne    | en | 194 h 28 min 07 s |
| 2 | Astana     | Kazakhstan | +  | 10 s              |
| 3 | Lampre-ISD | Italie     |    | 52 s              |

#### Classement aux points
|   | Équipe          | Pays        | Points |
| - | --------------- | ----------- | ------ |
| 1 | Garmin-Barrcuda | États-Unis  | 243    |
| 2 | Sky             | Royaume-Uni | 220    |
| 3 | Katusha         | Russie      | 211    |

## Abandons
- Manuel Belletti (AG2R La Mondiale) : abandon
- Graeme Brown (Rabobank) : abandon
- Jeremy Hunt (Sky) : non-partant
- Fränk Schleck (RadioShack-Nissan) : abandon sur blessure
- Giovanni Visconti (Movistar) : abandon